# ロンディ・リード
ロンディ・リード（Rondi Reed、1952年10月26日 - ）は、アメリカ合衆国の女優。

## 出演作品
- ジャングル 2 ジャングル（サラ）